# Верхом на «Пуле»
Верхом на «Пуле» (англ. Riding the Bullet) — рассказ Стивена Кинга. Эта работа знаменует дебют короля ужасов в интернете. В 2000 году повесть была номинирована на премию Брэма Стокера. В 2002 новелла была включена в сборник рассказов Кинга «Все предельно».

## Публикация
В течение первых 24 часов более чем 400,000 копий «Верхом на Пуле» на языке оригинала были скачаны, нагрузив сервера SoftLock. Некоторые поклонники Стивена Кинга ждали скачивание часами.

## Краткое изложение
Алан Паркер — студент Университета Мэна, который пытается разобраться в себе.
Ему звонит соседка из его родного города Льюистона и сообщает ему, что его мать была доставлена в больницу после
инсульта. Отсутствие рабочего автомобиля подтолкнуло Паркера к решению отправиться автостопом 120 миль (200 км) на юг, чтобы навестить свою мать.
Его первая поездка была со стариком, который все время хватался за свою промежность, в автомобиле, в котором пахло мочой. В конечном счете напуганный и довольный тем, что покинул транспортное средство, Алан начинает идти дальше, голосуя большим пальцем, чтобы поймать попутку. Наткнувшись на кладбище, он начинает исследовать его и замечает надгробный камень незнакомца по имени Джордж Стоб (на немецком «Стоб» — означает пыль), который гласит: «Хорошо начатое, слишком быстро кончается». Конечно же, следующим автомобилем, который забрал его, принадлежал Джорджу Стобу, с черными стежками вокруг его шеи, где его голова была
пришита будучи отсеченная, со значком с надписью: «Я катался на „Пуле“ в Деревне Острых ощущений Лакония».
Во время поездки Джордж говорит с Аланом об аттракционе, на который он также боялся ехать как ребёнок, «Пуле» в Деревне Острых ощущений Лаконии, Нью-Гэмпшир. Джордж говорит Алану, что прежде чем они достигнут огней города, Алан должен выбрать, кто идет на смертельную поездку с Джорджем: Алан или его мать? В момент испуга Алан выгораживает себя и говорит ему: «Возьми её! Возьми мою мать!»
Джордж выталкивает Алана из автомобиля. Алан вновь появляется один на кладбище, со значком «Я катался на „Пуле“ в Деревне Острых ощущений Лакония». Он в конечном счете добирается до больницы, где он узнает: несмотря на его вину и нависшее чувство, что его мать мертва или умрет в любой момент, что она в порядке.
Алан забирает значок и дорожит им как хорошим (или плохим) талисманом. Его мать возвращается к работе и к курению. Алан получает высшее образование и заботится о своей матери в течение нескольких лет и она переносит ещё один инсульт.
Однажды, Алан теряет значок и ему звонит телефон, он знает о чём звонок. Он находит значок под кроватью своей матери и после заключительного момента печали, вины и медитации, решает не падать духом.

## Фильм
Экранизация фильма состоялась в 2004 году, в главных ролях — Джонатан Джексон и Дэвид Аркетт. Картина была выпущена в ограниченный прокат и не сыскала большого успеха; театральные сборы в США составили 134,7 тысячи долларов. Лента получила отрицательные отзывы кинокритиков и средние оценки зрителей на IMDb.